# 김유연 (학예사)
김유연(1956년~)은 대한민국의 학예사이다. DMZ 2005 국제전 예술총감독을 맡았으며, 제1회 폴란드 메디에이션 비엔날레와 제1회 멕시코비엔날레 아시아태평양지역 커미셔너의 의원직을 지냈다.